# کریس تیمز
کریس تیمز (انگلیسی: Chris Timms; ۲۴ مارس ۱۹۴۷ – ۱۹ مارس ۲۰۰۴) قایقران قایق بادبانی اهل نیوزیلند بود.